# Aguilares (Argentina)
Aguilares es una ciudad del oeste 
de la provincia de Tucumán, Argentina. Se encuentra ubicada a 372 m s. n. m. en el departamento Río Chico, del cual es su cabecera, y a 85 km al sur de la capital provincial, con la cual se comunica a través de la ruta nacional 38.
Los límites municipales están dados por el río Medinas (al norte); la comuna rural de Los Agudos (al este); el río Chico (al sur) y la comuna de Los Sarmiento (al oeste). 
Es conocida como la "Ciudad de las Avenidas" debido a sus amplios boulevares que embellecen la ciudad y también por sus corsos en época de carnaval. Además cuenta con 3 plantas fabriles lo que demuestra el importante desarrollo industrial de la ciudad.

## Historia

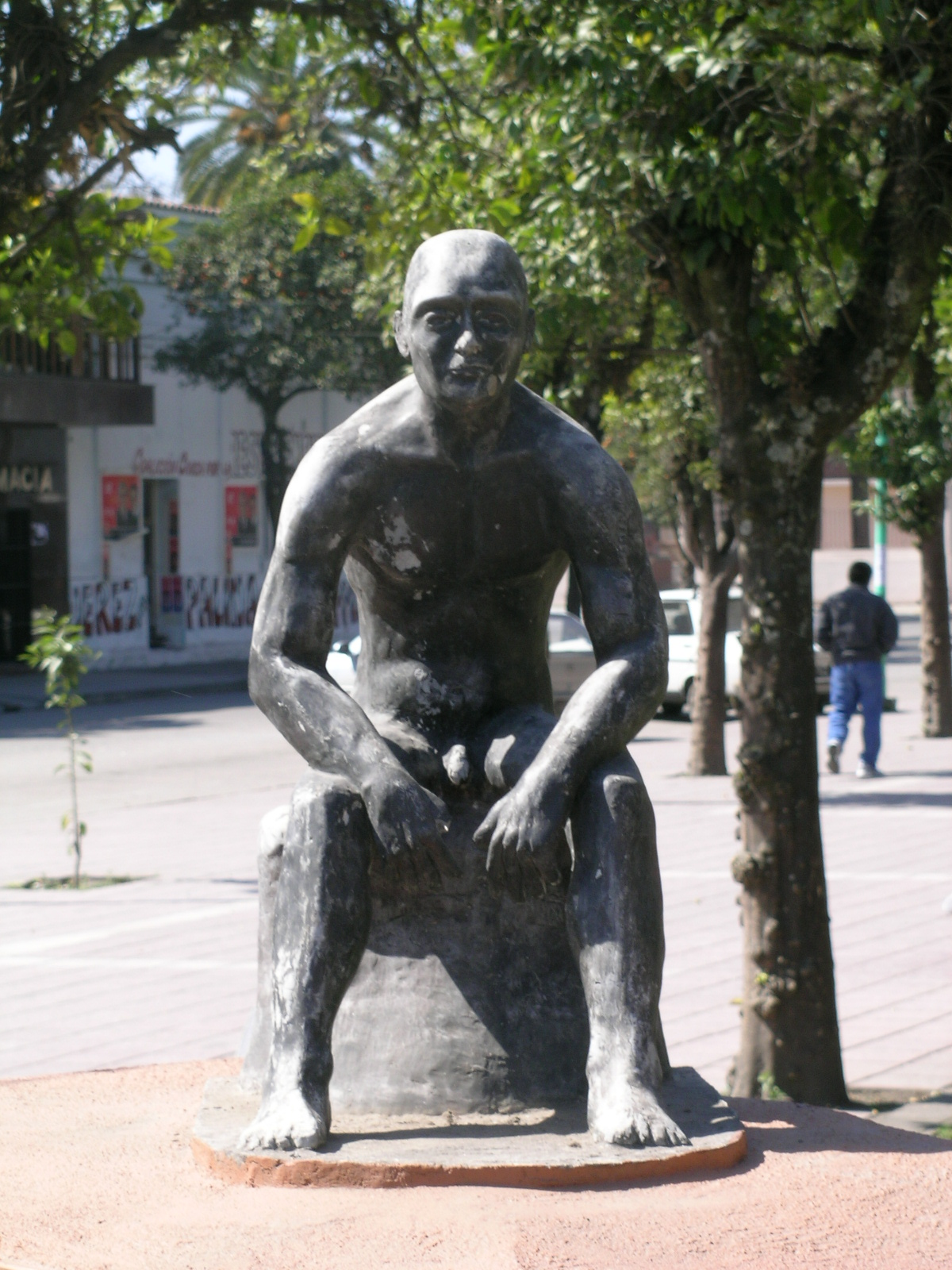
Escultura en la plaza central de Aguilares.

En 1590 el gobernador Juan Ramírez de Velasco otorgó una merced en esa zona a don Luis de Medina. Esta encomienda abarcaba, en largo, desde una toma de acequia hasta el viejo pueblo de Caustine, y en ancho, desde el arroyo Barrientos hasta el rio Medina, según Lizondo Borda. Las tierras donde hoy se alza la ciudad de Aguilares, fueron, a finales del siglo XVII, parte de la "Estancia de San Luis", que perteneció a la familia de los Medina Pastene, la misma del citado don Luis.
Estos dueños de la antigua estancia y quienes les sucedieron fueron aprovechando, para diversas labranzas, la fertilizad de la tierra de esos parajes, en un trajin que prosiguió simultáneamente con las turbulencias del fin de la colonia, la guerra de la Independencia, contiendas civiles y finalmente la Organización. Ya hacia 1870, antes de que llegara a Tucumán ese mayúsculo adelanto del ferrocarril, la zona se había convertido en favorita de muchas familias de agricultores; muchas de ellas, provenientes del vecino pueblo de Naschi, que tras consecuentes inundaciones, sus moradores tuvieron que emigrar a lugares vecinos, entre estos sitios, muchos se asentaron en este lugar, cuyas casas iban aumentando; tanto, que empezó a funcionar una escuela.
Para 1880, el caserio ya había adquirido envergadura y era conocido como “Los Aguilares”, por el nombre de la familia dueños de la mayor parte de las tierras del lugar, como era costumbre denominar a los antiguos parajes. Puesto que reunía los requisitos para ser una villa, fue don Pedro de Aguilar, precursor, benemérito y filántropo, quien tuvo la visión fundadora al donar los terrenos necesarios para que se instalaran los edificios públicos. El testamento de Aguilar disponía donar tierras de la estancia de su propiedad, que pertenecieron a los terrenos de su madre, doña María Melchora Aguilar. De estos terrenos, había donado 140 varas para plaza, dejando para calle 20 varas y 100 para el cuadro de la plaza. Fueron sus albaceas testamentarios don Nicanor Gordillo, don Miguel Segundo Peñalba y don Nabor Zelarayán. Como la muerte lo sorprendió antes de que formalizara esa liberalidad, el gobierno de Santiago Galló tomó cartas en el asunto y en 1886, nombró una comisión con los principales vecinos del pueblo, dejando a Pedro Marañón, Norberto Urbano y Nabor Zelarayán como los encargados de gestionar los predios necesarios para la iglesia, escuela, juzgado y comisaría.
No fue un trámite sencillo. En 1889, los vecinos encontraron dificultades para construir, a causa de reglamentaciones topográficas que, esgrimían las autoridades y presentaron su airada queja al gobernador Lídoro J. Quinteros, quien en 1888 por decreto se ordena el amojonamiento y delineación de las calles de la incipiente “Villa de Aguilares”. 
El trazado lo llevó a cabo el ingeniero Antonio M. Correa, de la Oficina Topográfica Provincial, tomó como base para diseñar la nueva villa la calle principal, que era, consignó, "el centro más importante de la población". Trazó la plaza y sus calles adyacentes hacia el Oeste, donde se desplegaban los predios de Aguilar. A fin de  crear las condiciones favorables para efectivizar la donación, se trazaron las manzanas del pueblo y se dispuso los sitios para la Iglesia, la plaza, las calles principales, como así también los terrenos para que se poblen “buenos vecinos”, creando así la actual ciudad. 
En 1903, la fundación del ingenio Aguilares (por Juan Padrós, José Retondo y Carmen Glanserra) redoblaria la importancia de la villa.
En 1915, el gobernador Ernesto Padila promulgó la ley 1276, que daba calidad de municipio a Aguilares. Su primer intendente constitucional fue don Ramón Simón.

## Toponimia
Su nombre deriva de la familia propietaria de la mayor parte de las tierras de aquella zona, encabezada por don Pedro de Aguilar.
Luego al asentarse la población en el lugar, el nombre se hizo extensivo al poblado y a los orígenes de la Villa de Aguilares.

### Origen del nombre
Por 1870, una población de escasa importancia, pero que poco después fue perdiéndose porque el río Chico comenzó a llevar las tierras teniendo que emigrar los moradores, la mayor parte de los cuales fueron a vivir alrededor del Ingenio Santa Ana, pero yo vine a este lugar que entonces era campo sin más que dos o tres casas. Los miembros de una familia apellido Aguilar eran dueños de la mayor parte de las tierras, de ahí que desde aquellos años se llamarse a esta parte de la provincia los Aguilares”
 Aguilares se formó por despoblamiento de Naschi y otros alrededores, cobrando importancia a partir de 1870”. “La prueba de esto es que familias de Naschi aparecen registradas en Aguilares como Los Gordillo y el propio Bazan”
Los testimonios de las historiadoras Piossek Prebisch y Elena Perilli, muestran la antigüedad de la población de Naschi (indígena) (1543-1586) y su importancia. Más tarde la viceparroquia de Naschi (1883 a 1864). Mas el aporte de don Federico Bazan y el Dr. Granillo, arrojan como resultado que: “Aguilares no estuvo poblada antes de 1860”

## Población
Cuenta con 32,908 habitantes (Indec, 2010), lo que representa un incremento del 5,4% frente a los 31,201 habitantes (Indec, 2001) del censo anterior. Estas cifras incluyen al Ingenio Santa Bárbara. Es la 4° aglomeración más poblada de la provincia.
| Gráfica de evolución demográfica de Aguilares entre 1960 y 2010 |
|                                                                 |
| Fuentes: INDEC                                                  |

## Economía
La ciudad depende económicamente de la actividad generada por los dos ingenios azucareros, el Ingenio Aguilares (fundado en 1891), ubicado dentro del casco urbano, y el Ingenio Santa Bárbara (fundado en 1884) ubicado en el extremo sudeste de la ciudad; una importante fábrica de calzados abierta en 1972 (Alpargatas), la producción agropecuaria de la zona y las actividades relacionadas con el Turismo en su zona de influencia.

## Deportes y recreación
Esta es una ciudad fundamentalmente futbolística aunque se pueden ver distintas disciplinas deportivas. Cuenta con 3 clubes de fútbol, afiliados a la Liga Tucumana de Fútbol: el Club Atlético Jorge Newbery (uno de los equipos más populares de Tucumán); el equipo Club Deportivo Aguilares que en los últimos años estuvo protagonizando los campeonatos de la liga y Santa Bárbara (ex Juan Manuel Terán) que milita en la segunda división del fútbol tucumano. Aguilares cuenta también con un club de rugby creado en el año 2007: Aguará Guazú. Aguilares alberga el segundo clásico más importante del fútbol tucumano, el clásico de la ciudad de las avenidas entre Jorge Newbery y Deportivo Aguilares.

## Religión
Aunque no existe una religión oficial, la mayoría de la población se considera Católica, además de existir otros credos y cultos menores (evangelistas, cristianos protestantes, etc.). El templo de mayor importancia que congrega a la grey católica es la "Parroquia Ntra. Sra. del Carmen" ubicada frente al principal paseo de la ciudad: la Plaza 25 de Mayo.

### Fiestas patronales
El 16 de julio de cada año se celebran en Aguilares las fiestas patronales en honor a la Virgen del Carmen, patrona de la ciudad, nombrada primero en 1939 por el obispo de Tucumán Agustín Barrere; y luego oficializada en el año 2000 por el entonces intendente Sergio Mansilla.

### La leyenda de la virgen
Cuenta la tradicional oral que allá por el año 1913 en la zona cercana a San Miguel, un peón, de apellido Quinteros, mientras trabajaba la tierra para la siembra se encontró con un trozo de madera de quebracho blanco tallada. El obrero, oriundo de Santiago del Estero, presenta su descubrimiento ante el párroco de la Villa de Medina (en el aspecto religioso nuestros pobladores dependían aun de la Parroquia de Medinas) quien advirtió se trataba de una imagen de la virgen del Carmen; a partir de entonces la capilla quedó bajo la protección de “La Virgen María" bajo la advocación del carmen”.
- (Transmisión oral del primer Cura Párroco Pbro. Juan Carlos Ferro al entonces integrante de la Juventud de Acción Católica José Antonio Ortiz, en el año 1959). Publicado en el periódico local "el Urbano" en junio de 2007.

### Parroquias de la Iglesia Católica
Actualmente, y debido al incremento poblacional de los últimos años; la ciudad cuenta con 3 parroquias y numerosas capillas ubicadas en distintos barrios y zonas de la ciudad.
| Diócesis   | Santísima Concepción                                    |
| ---------- | ------------------------------------------------------- |
| Parroquias | Nuestra Señora del Carmen, San Cayetano, Santa Bárbara. |

## Personalidades
- María Simón, escultora.
- Héctor Zaraspe, maestro de baile.
- Edda Díaz, actriz, directora y libretista.
- Jorge Amaya, futbolista campeón con Atlético Tucumán del Campeonato de Campeones.
- Julia Lebel-Arias, ajedrecista cuatro veces campeona del Campeonato Argentino Individual Femenino.
- Juan Bernuncio, futbolista.